# Maison de Saint-Just
La maison de Saint-Just est une maison située à Blérancourt, en France. Elle a été acquise par le père du Conventionnel Louis-Antoine de Saint-Just, député de l'Aisne, en 1776. Ouverte au public depuis 1996, elle est devenue un musée comportant depuis 2010 une exposition interactive sur Saint-Just et la Révolution française.

## Localisation
La maison est située sur la commune de Blérancourt, dans le département de l'Aisne.

## Historique
Le monument est inscrit au titre des monuments historiques en 1987.